# Doctor Who (11.ª temporada clássica)
A décima primeira temporada clássica da série de televisão britânica de ficção científica Doctor Who estreou em 15 de dezembro de 1973 com o serial The Time Warrior e terminou em 8 de junho de 1974 com Planet of the Spiders. Estrelou Jon Pertwee como o Terceiro Doutor, Elisabeth Sladen como Sarah Jane Smith e Nicholas Courtney como o Brigadeiro Lethbridge-Stewart. Esta foi a última temporada de Pertwee como o Doutor, que foi substituído por Tom Baker como o Quarto Doutor a partir da temporada seguinte.
O roteiro da temporada foi reconhecida pelo Writer's Guild of Great Britain como Melhor Roteiro de Drama para Crianças.

## Elenco

### Principal
- Jon Pertwee como o Terceiro Doutor
- Elisabeth Sladen como Sarah Jane Smith

### Recorrente
- Nicholas Courtney como Brigadeiro Lethbridge-Stewart
- John Levene como Sargento Benton
- Richard Franklin como Mike Yates

## Seriais
Esta temporada foi a última a ter Barry Letts como produtor e Terrance Dicks como editor de script, terminando o relacionamento que tinha passado por toda a era de Jon Pertwee como o Doutor. Esta temporada teve a introdução de um novo logotipo que seria usado durante toda a quarta era do Doutor, assim como Sarah Jane Smith e a raça alienígena dos Sontarans.
| História | Serial | Título                                   | Dirigido por      | Escrito por                 | Exibição original | Cód. de produção | Audiência no Reino Unido (milhões) | AI        |
| --- | ------ | ---------------------------------------- | ----------------- | --------------------------- | --- | ---------------- | ---------------------------------- | --------- |
| 70 | 1      | The Time Warrior Guerreiro do Tempo (BR) | Alan Bromly       | Robert Holmes               | 15 de dezembro de 197322 de dezembro de 197329 de dezembro de 19735 de janeiro de 1974                                             | UUU              | 8,77,06,610,6                      | 59—60     |
| Na Idade Média, uma turba de criminosos encontra a espaçonave acidentada de um guerreiro sontariano. Enquanto isso, na década de 1970, o Doutor está investigando o desaparecimento de vários cientistas de um complexo de pesquisa altamente secreto. |        |                                          |                   |                             | |                  |                                    |           |
| 71 | 2      | Invasion of the Dinosaurs                | Paddy Russell     | Malcolm Hulke               | 12 de janeiro de 197419 de janeiro de 197426 de janeiro de 19742 de fevereiro de 19749 de fevereiro de 197416 de fevereiro de 1974 | WWW              | 11,010,111,09,07,5                 | 62—63—62  |
| O Doutor e Sarah chegam em Londres em 1970 para descobrir que ela foi evacuada devido à misteriosa aparição de dinossauros. |        |                                          |                   |                             | |                  |                                    |           |
| 72 | 3      | Death to the Daleks                      | Michael E. Briant | Terry Nation                | 23 de fevereiro de 19742 de março de 19749 de março de 197416 de março de 1974                                                     | XXX              | 8,19,510,59,5                      | 61—6162   |
| Viajando pelo espaço, a TARDIS sofre um dreno de energia e cai no planeta Exxilon. |        |                                          |                   |                             | |                  |                                    |           |
| 73 | 4      | The Monster of Peladon                   | Lennie Mayne      | Brian Hayles                | 23 de março de 197430 de março de 19746 de abril de 197413 de abril de 197420 de abril de 197427 de abril de 1974                  | YYY              | 9,26,87,47,27,58,1                 | —         |
| O Doctor retorna a Peladon, que foi tomado por alguns Ice Warriors. |        |                                          |                   |                             | |                  |                                    |           |
| 74 | 5      | Planet of the Spiders                    | Barry Letts       | Robert Sloman e Barry Letts | 4 de maio de 197411 de maio de 197418 de maio de 197425 de maio de 19741 de junho de 19748 de junho de 1974                        | ZZZ              | 10,18,98,88,29,28,9                | 586057—56 |
| Uma aranha gigante do planeta Metebelis Três é convocada para um retiro de meditação inglês por um vendedor desempregado. |        |                                          |                   |                             | |                  |                                    |           |

## Lançamentos em DVD
Todos os seriais foram lançados em DVD.
| História | Número e duração dos episódios | Data de lançamento na Região 2 | Data de lançamento na Região 4 | Data de lançamento na Região 1 |
| --- | ------------------------------ | ------------------------------ | ------------------------------ | ------------------------------ |
| The Time Warrior Disponível individualmente ou na caixa Bred for War nas Regiões 2 e 4. Disponível individualmente apenas na Região 1.       | 4 × 25 min.                    | 3 de setembro de 2007          | 3 de outubro de 2007           | 1 de abril de 2008             |
| Invasion of the Dinosaurs Disponível apenas como parte da caixa UNIT Files nas Regiões 2 e 4. Disponível individualmente apenas na Região 1. | 6 × 25 min.                    | 9 de janeiro de 2012           | 5 de janeiro de 2012           | 10 de janeiro de 2012          |
| Death to the Daleks | 4 × 25 min.                    | 18 de junho de 2012            | 5 de julho de 2012             | 10 de julho de 2012            |
| The Monster of Peladon Apenas disponível como parte da caixa Peladon Tales nas Regiões 2 e 4. Disponível individualmente apenas na Região 1. | 6 × 25 min.                    | 18 de janeiro de 2010          | 4 de março de 2010             | 4 de maio de 2010              |
| Planet of the Spiders | 6 × 25 min.                    | 18 de abril de 2011            | 2 de junho de 2011             | 10 de maio de 2011             |

## Romantizações
| História                  | Título do romance                        | Autor                          | Publicação              |
| ------------------------- | ---------------------------------------- | ------------------------------ | ----------------------- |
| The Time Warrior          | Doctor Who and the Time Warrior          | Terrance Dicks e Robert Holmes | 29 de junho de 1978     |
| Invasion of the Dinosaurs | Doctor Who and the Dinosaur Invasion     | Malcolm Hulke                  | 19 de fevereiro de 1976 |
| Death to the Daleks       | Death to the Daleks                      | Terrance Dicks                 | 20 de julho de 1978     |
| The Monster of Peladon    | Doctor Who and the Monster of Peladon    | Terrance Dicks                 | 20 de novembro de 1980  |
| Planet of the Spiders     | Doctor Who and the Planet of the Spiders | Terrance Dicks                 | 16 de outubro de 1975   |